# 10460 Correa-Otto
10460 Correa-Otto eller 1978 VK8 är en asteroid i huvudbältet som upptäcktes den 7 november 1978 av de båda amerikanska astronomerna Eleanor F. Helin och Schelte J. Bus vid Siding Spring-observatoriet. Den är uppkallad efter den argentinske astronomen Jorge Correa-Otto.
Asteroiden har en diameter på ungefär 4 kilometer.